# Mormanno
Mormanno község (comune) Olaszország Calabria régiójában, Cosenza megyében.

## Fekvése
A megye északnyugati részén fekszik. Határai: Laino Castello, Morano Calabro, Orsomarso, Papasidero, Rotonda, Viggianello és Saracena.

## Története
A 9-10. században alapították a longobárdok. Nevének első írásos említése a 11. századból származik.

## Népessége
A népesség számának alakulása:

## Főbb látnivalói
- Santa Maria del Colle-templom
- Santa Maria degli Angeli-templom
- Sant’Anna-templom
- Santa Caterina-templom
- Santa Apollonia-templom
- Santa Maria Assunta-templom
- Madonna del Suffragio-templom